# Savio Vega
Juan Rivera (Vega Alta, 10 augustus 1964) is een Puerto Ricaans professioneel worstelaar die vooral bekend is van zijn tijd bij World Wrestling Federation als Kwang, van 1993 tot 1995, en Savio Vega, van 1996 tot 1998. Hij was ook actief in Total Nonstop Action Wrestling, van 2008 tot 2009.
Tijdens zijn periode bij WWF, was Rivera als Savio Vega lid van Nation of Domination en Los Boricuas.

## In het worstelen
- Als Savio Vega
  - Finishers
    - Caribbean Kick
    - La Painkiller

  - Signature moves
    - La Cobra Dinamita
    - Jumping high kick

- Als Kwang
  - Finishers
    - Spin kick
    - Spinning heel kick

  - Signature moves
    - Asian mist
    - Knife edge chop
    - Superkick
    - Throat thrust

- Managers
  - Harvey Wippleman
  - Clarence Mason

## Prestaties
- Americas Wrestling Federation
  - AWF Americas Championship (1 keer)

- Dominican Wrestling Entertainment
  - DWE World Tag Team Championship (1 keer: met Miguel Pérez Jr.)

- International Wrestling Association
  - IWA Hardcore Championship (1 keer)
  - IWA World Heavyweight Championship (4 keer)
  - IWA World Tag Team Championship (1 keer: met Miguel Pérez Jr.)

- New Revolution Wrestling
  - NRW Heavyweight Championship (1 keer)

- Revolution X-Treme Wrestling
  - RXW World Heavyweight Championship (1 keer)

- World Wrestling Council
  - WWC Caribbean Heavyweight Championship (3 keer)
  - WWC North American Heavyweight Championship (1 keer)
  - WWC Puerto Rico Heavyweight Championship (1 keer)
  - WWC Universal Heavyweight Championship (1 keer)
  - WWC World Tag Team Championship (1 keer: met Mr. Pogo)
  - WWC World Television Championship (5 keer)

- Wrestling Alliance Revolution
  - WAR Tag Team Championship (1 keer)
  - WAR World Heavyweight Championship (1 keer)

- Wrestling Observer Newsletter awards
  - Worst Feud of the Year (1997) – vs. Disciples of Apocalypse